# Fat Albert Rotunda
| Recensione | Giudizio |
| ---------- | -------- |
| AllMusic   | [ 2 ]    |

Fat Albert Rotunda è un album discografico del pianista jazz statunitense Herbie Hancock, pubblicato dalla casa discografica Warner Bros. Records nel giugno del 1970.
Brani originariamente scritti come colonna sonora di un programma televisivo, sarebbe poi invece diventato il primo di una trilogia di album pubblicati per la Warner Bros. Records.
In quest'album il pianista cambia quasi radicalmente il suo stile musicale, inserendo suoni tipicamente funk e soul, che saranno predominanti nella scena musicale afroamericana della prima metà degli anni settanta.  

## Tracce

### LP
Tutti i brani sono stati composti da Herbie Hancock.
Lato A
1. Wiggle-Waggle – 5:48
2. Fat Mama – 3:45
3. Tell Me a Bedtime Story – 5:00
4. Oh! Oh! Here He Comes – 4:05

Lato B
1. Jessica – 4:11
2. Fat Albert Rotunda – 6:27
3. Lil' Brother – 4:25

## Musicisti
Wiggle-Waggle / Lil' Brother
- Herbie Hancock - piano, piano elettrico
- Joe Newman - tromba
- Ernie Royal - tromba
- Johnny Coles - tromba, flicorno
- Garnett Brown - trombone
- Benny Powell - trombone
- Ray Alonge - corno francese
- Joe Henderson - flauto contralto, sassofono tenore
- Arthur Clarke - sassofono baritono
- Billy Butler - chitarra
- Eric Gale - chitarra
- Jerry Jemmott - basso elettrico
- Bernard Purdie - batteria
- George Devens - percussioni

Fat Mama / Tell Me a Bedtime Story / Oh! Oh! Here He Comes / Jessica / Fat Albert Rotunda
- Herbie Hancock - piano, piano elettrico
- Joe Henderson - flauto contralto, sassofono tenore
- Johnny Coles - tromba, flicorno
- Garnett Brown - trombone
- Buster Williams - contrabbasso, basso elettrico
- Tootie Heath - batteria[3]

Note aggiuntive
- Herbie Hancock - produttore, autore, arrangiamenti e conduttore musicale
- Registrazioni effettuate al Van Gelder Studio di Englewood Cliffs, New Jersey (Stati Uniti)
- Rudy Van Gelder - ingegnere delle registrazioni
- Syrell Sapoznick - foto copertina album originale
- Ed Thrasher - art direction copertina album originale
- Peter A. Redstone - note retrocopertina album originale[5]